# Norfolktrast
Norfolktrast (Turdus poliocephalus) är en utdöd fågel i familjen trastar inom ordningen tättingar.

## Utbredning och systematik
Norfolktrasten är idag utdöd, men förekom tidigare på två öar mellan Nya Zeeland och Australien. Den delas in i två underarter med följande utbredning:
- Turdus poliocephalus vinitinctus – förekom på Lord Howeön
- Turdus poliocephalus poliocephalus – förekom på Norfolkön

Norfolktrasten tillhör ett artkomplex som tidigare behandlades som en och samma art med det svenska trivialnamnet ötrast (Turdus poliocephalus). Komplexet hade världsrekord i antal listade underarter med över 50 stycken. Efter studier har ötrasten delats upp i 17 arter, däribland norfolktrasten.

## Status och hot
Norfolktrasten erkänns ännu inte som egen art av IUCN, varför dess hotstatus inte bedömts formellt. Båda bestånd är dock utdöda. På Norfolkön var den relativt vanlig till så sent som 1941, men var försvunnen 1975 till följd av predation från införda svartråttan, habitatförlust och hybridisering med närbesläktade koltrasten som etablerat sig på ön.